# 格雷斯岩 (南設得蘭群島)

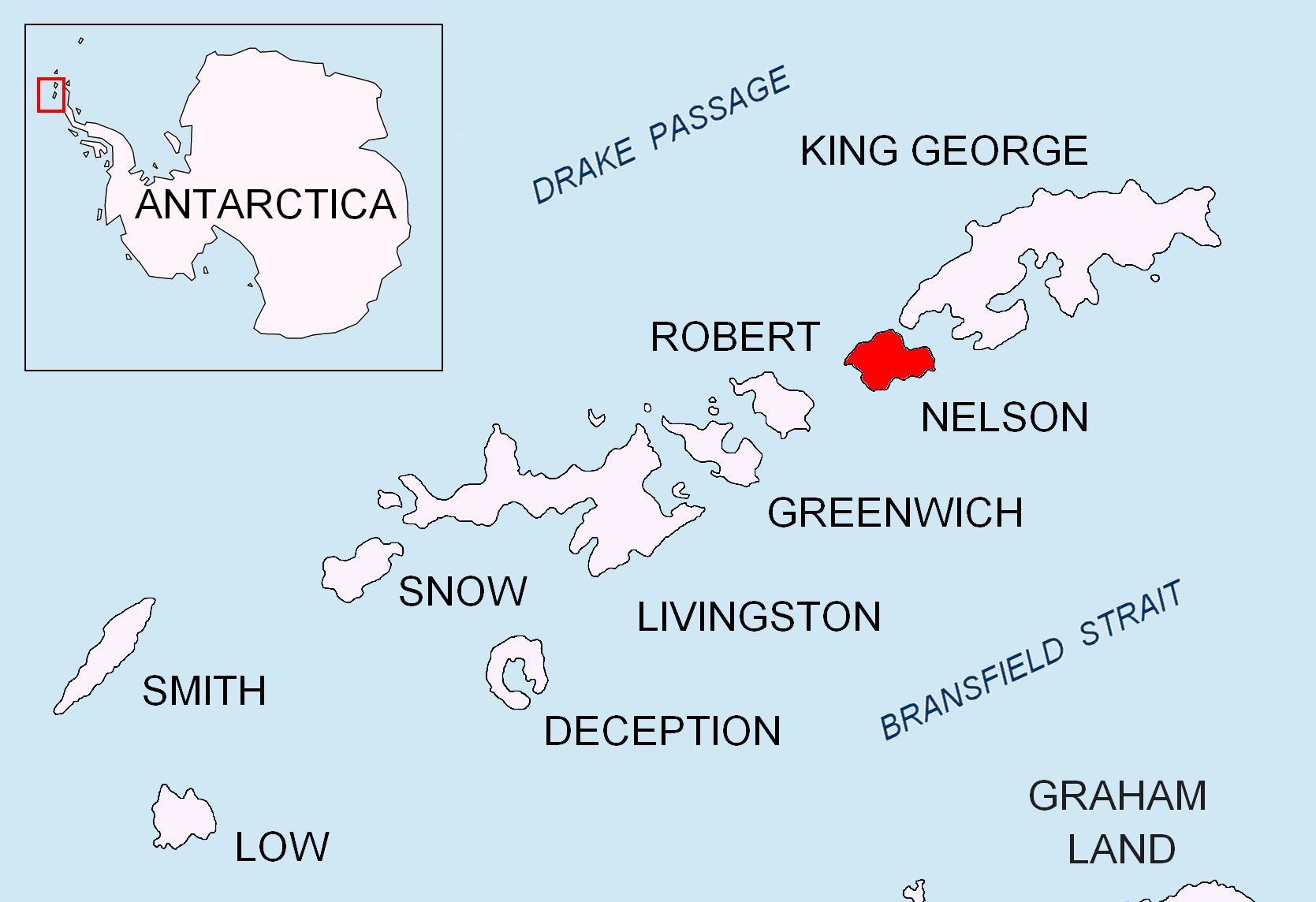

格雷斯岩（英語：Grace Rock），是南極洲的岩石，位於南設得蘭群島的納爾遜島東南岸，處於布蘭斯菲爾德海峽，在1961年由英國南極名稱諮詢委員會命名，現由南極條約體系所管辖。